# Smittina cervicornis
Bryozoaire bois de cerf
Espèce
Synonymes
- Millepora cervicornis Pallas, 1766[1]
- Porella cervicornis (Pallas, 1766)[1]
- Smittia colletti Jullien in Jullien & Calvet, 1903[1]
- Smittina colleti (Jullien in Jullien & Calvet, 1903)[1]
- Smittina colletti (Jullien, 1903)[1]

Smittina cervicornis, communément appelé Bryozoaire bois de cerf, est une espèce de bryozoaires de la famille des Smittinidae.